# Quisseque
Quisseque ist eine Gemeinde in Angola.

## Geschichte
Frühere Befestigungsanlagen der Portugiesischen Kolonialverwaltung waren schon länger aufgegeben worden, als Quisseque 1954 als Handelsposten neu gegründet wurde. 1969 wurde es ein Verwaltungsposten im Kreis Negage.

## Verwaltung
Quisseque ist eine Gemeinde (Comuna) des Landkreises (Município) von Negage, in der Provinz Uíge. Die Gemeinde umfasst eine Fläche von 501 km² mit 21.954 Einwohnern (hochgerechnete Schätzung 2013). Die Volkszählung 2014 soll fortan gesicherte Bevölkerungsdaten liefern.
In der Gemeinde liegen insgesamt acht Ortschaften (Aldeias), die in zwei Regedorias, den traditionellen Verwaltungsbezirken Angolas, eingeteilt sind.